# АЕС Креїс-Малвіль
АЕС Крейс-Малвіль також відома як  Суперфенікс (фр. Superphénix) або SPX — прототип атомної електростанції на річці Рона в Крейс-Мальвіль у Франції, недалеко від кордону зі Швейцарією. Superphénix був реактором-розмножувачем на швидких нейтронах потужністю 1242 МВт, який переслідував подвійну мету переробки ядерного палива зі звичайних ядерних реакторів Франції, а також сам по собі був економічним генератором енергії.
Будівництво почалося в 1976 році, реактор вийшов на критичний режим у 1985 році та був підключений до мережі в 1986 році Проект зазнав перевитрати коштів, затримок і величезних громадських протестів. Загалом, реактор мав дуже низький коефіцієнт експлуатації 14,4%. Незважаючи на багато технічних проблем, пов’язаних із тим, що він є першим у своєму роді проектом (станом на 2022 рік Superphénix все ще залишається найбільшим реактором-розмножувачем на швидких нейтронах), більша частина його простою була спричинена адміністративною процедурою: станція була технічно здатна відновити роботу, але було заборонено це робити. З часом технічні проблеми були вирішені, і до 1996 року робочий режим станції досяг 95%.

## Конструкція

### Фон
Франція розглядала проблему виробництва плутонію відразу після закінчення Другої світової війни. У той час традиційним рішенням цієї проблеми було використання реактора з повітряним або водяним охолодженням із графітовим сповільнювачем, що працює на природному урані. Такі конструкції мають невелику економічну цінність з точки зору виробництва електроенергії, але є простим вирішенням проблеми «розведення» плутонієвого палива, яке потім можна відокремити від вихідного уранового палива за допомогою хімічної обробки.
Давно було відомо, що іншим рішенням у конструкції реактора-розмножувача є заміна графіту рідким металевим натрієм. Графіт використовується як сповільнювач, уповільнюючи нейтрони, що виділяються в ядерних реакціях, до швидкості, яка робить інші атоми урану сприйнятливими до них. Якщо природне уранове паливо замінити паливом, чутливим до швидких нейтронів, як правило, високозбагаченим ураном або плутонієм, реакція може проходити без використання сповільнювача.
Хоча така конструкція усуває потребу в сповільнювачі, ядро все одно потребує охолодження. В ідеалі охолоджувач був би високоефективним, дозволяючи зменшити розмір активної зони, а також був би значною мірою прозорим для нейтронів. Найбільш вивченим прикладом такого матеріалу є рідкий натрій, хоча також використовувалися солі та інші метали.
Це не тільки значно зменшує розмір реактора, але й швидкі нейтрони з однієї реакції здатні викликати кілька реакцій розмноження. Оточуючи активну зону додатковим родючим матеріалом, таким як природний уран, або навіть ядерними відходами з інших реакторів, реакція розмноження відбуватиметься у більшому об’ємі та в інших некорисних матеріалах. Цей розділ відомий як ковдра. Така конструкція також має ту якість, що генерує більше палива, ніж споживає, доки коефіцієнт розмноження перевищує 1.
Така конструкція має три основні переваги перед звичайними військовими конструкціями.
- Весь реакційний цикл відбувається набагато швидше, тому нове паливо утворюється швидше
- Він може використовувати більшу різноманітність матеріалів для розведення, оскільки він також не використовується як паливо
- Він генерує достатню кількість тепла, яке можна використовувати для виробництва електроенергії

Недоліком є те, що його потрібно заправляти якимось збагаченим паливом, хоча можна використовувати матеріал, що розщеплюється в ковдрі.

### Суперфенікс

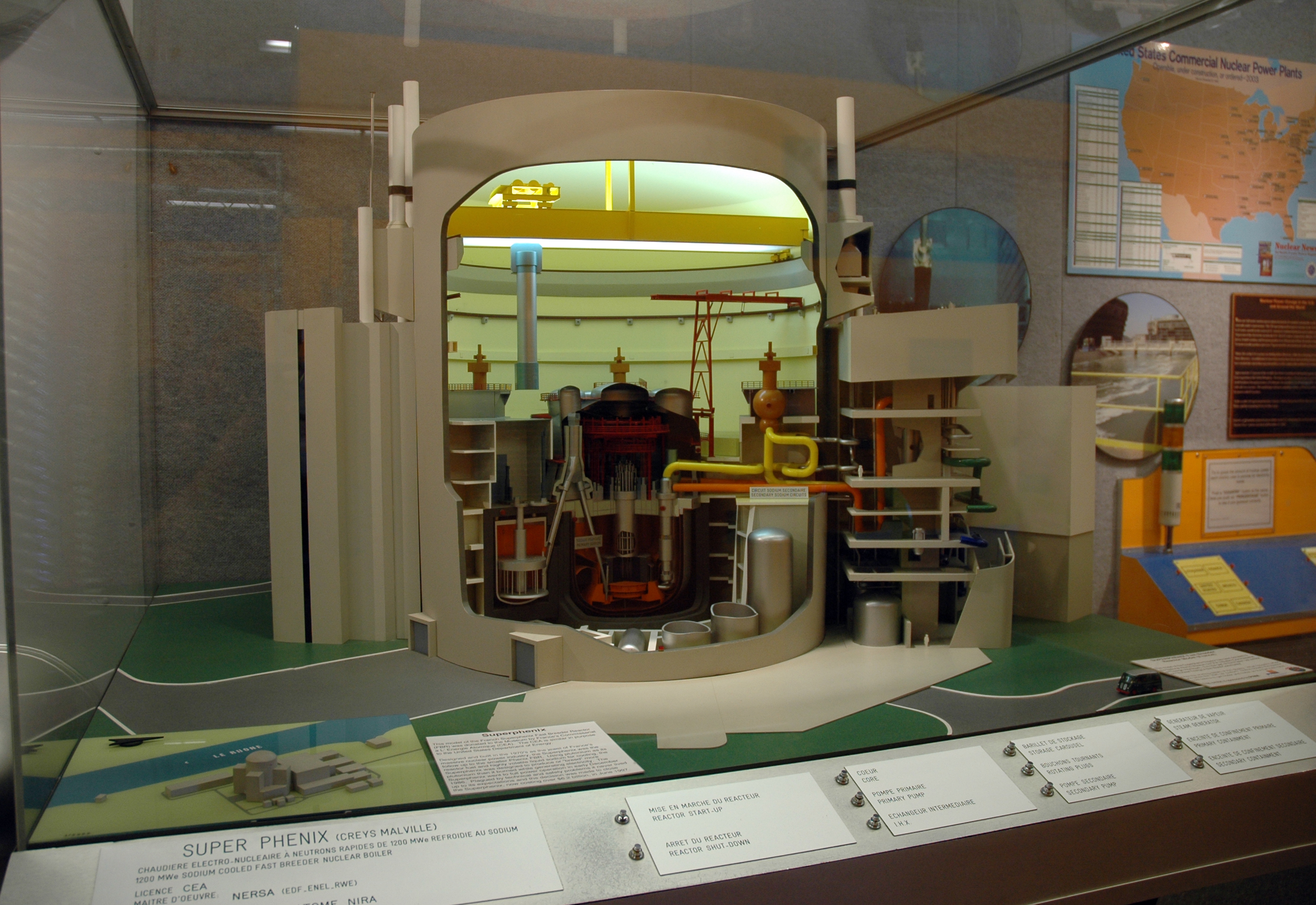
Розрізна модель контейнера Superphenix. З Національного атомного музею в Альбукерке, Нью-Мексико, США

У 1971 і 1972 роках Франція, Німеччина та Італія підписали угоди про спільне будівництво повномасштабних племрепродукторів, одного у Франції та одного в Німеччині. Нафтова криза 1973 року зробила питання паливної безпеки надзвичайно важливим. У рамках плану Мессмера Франція почала планувати майбутнє, в якому переважна більшість електроенергії отримуватиметься з ядерних джерел. Новий пріоритет було надано наступній конструкції реактора-розмножувача з метою безперервної роботи, високого CF та економічного функціонування навіть як автономного реактора. Це стало дизайном Superphénix.
Публічне розслідування було проведено протягом «надто короткого» періоду з 9 жовтня по 8 листопада 1974 року Це призвело до майже негайної опозиції. У листопаді група з 80 фізиків з Ліонського фізичного інституту написала відкритий лист про ризики технології розведення, а в лютому 1975 року близько 400 вчених підписали свої імена під розширеним листом. З іншого боку, Андре Жіро, голова Французької ядерної комісії (CEA), заявив, що вони повинні продовжувати будівництво, попереджаючи, що затримки матимуть «катастрофічні наслідки для очікуваної економії урану». Незважаючи на спротив, будівництво Superphénix просувалося вперед у 1976 році, хоча офіційно це було оприлюднено лише наступного року, коли початкове будівництво вже було розпочато.

## Будівництво
Проектні роботи розпочалися в 1968 році, в тому ж році, коли почалося будівництво маломасштабної LMFBR Phénix, після відмови від конструкцій з графітовим газом. Конструкцію швидкого розмножувача було обрано через побоювання перебоїв у постачанні інших видів палива; "плутонієва економіка" здавалася б життєздатною, якби ціни на нафту залишалися високими, а поставки урану скорочувались. Будівництво було затверджено в 1972 році і тривало з 1974 по 1981 рік, але виробництво електроенергії почалося лише в 1985 році. Під час будівництва витрати стрімко зросли. Заводом керує консорціум NERSA, 51% якого належить EDF, 33% ENEL і 16% SBK (Schnell Brüter Kernkraftwerksgesellschaft).

### Протест
Будівництво викликало бурхливий протест громадськості. Наприклад, марш 60 000 протестувальників, серед яких була група анархістів Fédération Anarchiste , призвів до використання протестувальниками коктейлів Молотова. Цю акцію протесту в липні 1977 року нарешті розігнала CRS зі смертю Віталя Міхалона та понад сотнею серйозних поранень, поліція застосувала кийки та гранати зі сльозогінним газом, щоб розігнати протестувальників.

### Ракетна атака
На тлі триваючих акцій протесту та дрібних диверсій у ніч на 18 січня 1982 року по недобудованому заводу було здійснено обстріл з протитанкового гранатомету РПГ-7. П'ять ракет було випущено через Рону по неповній будівлі стримування. Дві ракети влучили та завдали незначних пошкоджень залізобетонній зовнішній оболонці, не охопивши порожню активну зону реактора. Спочатку жодних претензій щодо відповідальності не було.
8 травня 2003 року Хаїм Нісім, який у 1985 році був обраний до кантонального законодавчого органу Женеви від Партії зелених Швейцарії, зізнався у скоєнні нападу. Він стверджував, що зброя була отримана від Карлоса Шакала через бельгійську терористичну організацію Cellules Communistes Combattantes (Комуністичні бойові осередки).

## Функціонування
Проектна вихідна електрична потужність становила 1,20 ГВт, хоча з року в рік її забезпеченість була від нуля до 33%. З часом проблеми виникли з іншого джерела: система охолодження рідким натрієм страждала від корозії та витоків. Зрештою ці проблеми були усунені, і в грудні 1996 року потужність досягла 90% від номінальної.
У грудні 1990 року після сильного снігопаду сталося пошкодження конструкції машинного залу. Виробництво електроенергії не було відновлено, доки його не схвалило Direction de la sûreté des installations cléaires у 1992 році
Станція була підключена до мережі EDF 14 січня 1986 року і виробила 4300 ГВт-год електроенергії на суму близько мільярда 1995 франків протягом 10 місяців роботи, аж до 1994 року. У 1996 році він виробив 3400 ГВт-год на суму близько 850 мільйонів франків протягом 8 місяців роботи.

## Закриття
Superphénix був центром уваги багатьох груп, які виступають проти ядерної енергетики, включаючи партію зелених, з моменту його планування та будівництва. Була створена національна мережа під назвою Sortir du nucléaire, яка об’єднала сотні організацій: місцеві комітети, екологічні асоціації, громадські рухи та партії.
Виробництво електроенергії було зупинено в грудні 1996 року на ремонт. Однак після судового розгляду, який вели противники реактора, 28 лютого 1997 Conseil d'État (Верховний державний адміністративний суд) постановив, що указ 1994 року, який дозволяв перезапуск Superphénix, був недійсним. У червні 1997 року однією з перших дій Ліонеля Жоспена після того, як він став прем'єр-міністром, було оголошення про закриття заводу через його надмірну вартість.
Останній з 650 паливних стрижнів був витягнутий з реактора 18 березня 2003 року. Зараз вони зберігаються в басейнах відпрацьованого палива.
У квітні 2004 року було розпочато публічне дослідження для розгляду планів створення заводу з використанням 5500 тонн натрієвого теплоносія в 70000 тоннах бетону. Цей план схожий на той, який використовувався після закриття швидкого реактора Дунрей у Великій Британії.
Superphénix був останнім реактором-розмножувачем на швидких нейтронах, що працював у Європі для виробництва електроенергії.